# Jay Herdman
Jay Joshua Herdman (Invercargill, 14 agosto 2004) è un calciatore neozelandese, centrocampista del Cavalry.

## Carriera

### Club
Nato in Nuova Zelanda, si è trasferito in giovane età in Canada dove nel 2017 è entrato a far parte del settore giovanile del Vancouver Whitecaps. Il 16 marzo del 2022 ha firmato un contratto con i Whitecaps 2 ed undici giorni dopo ha debuttato in MLS Next Pro contro lo Houston Dynamo 2. Ha segnato il suo primo golil 6 giugno contro il Real Monarchs.
Il 20 aprile 2024 ha debuttato in prima squadra nell'incontro di MLS vinto 2-0 contro il Seattle Sounders.

### Nazionale
Ha giocato nella nazionale canadese Under-15, per poi in seguito giocare numerose partite con le varie nazionali giovanili neozelandesi.
Nel 2024 è stato convocato dalla nazionale olimpica neozelandese per partecipare ai Giochi della XXXIII Olimpiade.

## Statistiche

### Presenze e reti nei club
Statistiche aggiornate al 24 luglio 2024.
| Stagione        | Squadra                | Campionato      | Campionato | Campionato | Coppe nazionali | Coppe nazionali | Coppe nazionali | Coppe continentali | Coppe continentali | Coppe continentali | Altre coppe | Altre coppe | Altre coppe | Totale | Totale | Totale |
| Stagione        | Squadra                | Comp            | Pres       | Reti       | Comp            | Pres            | Reti            | Comp               | Pres               | Reti               | Comp        | Pres        | Reti        | Pres   | Reti   |        |
| --------------- | ---------------------- | --------------- | ---------- | ---------- | --------------- | --------------- | --------------- | ------------------ | ------------------ | ------------------ | ----------- | ----------- | ----------- | ------ | ------ | ------ |
| 2022            | Vancouver Whitecaps II | MNP             | 18         | 2          |                 | -               | -               |                    | -                  | -                  |             | -           | -           | 18     | 2      |        |
| 2023            | Vancouver Whitecaps II | MNP             | 8          | 1          |                 | -               | -               |                    | -                  | -                  |             | -           | -           | 8      | 1      |        |
| 2024            | Vancouver Whitecaps II | MNP             | 15         | 5          |                 | -               | -               |                    | -                  | -                  |             | -           | -           | 15     | 5      |        |
| 2024            | Vancouver Whitecaps    | MLS             | 1          | 0          | CC              | 0               | 0               | CCC                | 0                  | 0                  |             | -           | -           | 1      | 0      |        |
| Totale carriera | Totale carriera        | Totale carriera | 42         | 8          |                 | 0               | 0               |                    | 0                  | 0                  |             | -           | -           | 42     | 8      |        |

## Palmarès

### Competizioni nazionali
- Canadian Premier League: 1

Cavalry: 2024